# الدوري السلوفيني لكرة القدم 1938–39
الدوري السلوفيني لكرة القدم 1938–39 هو موسم من الدوري السلوفيني لكرة القدم ‏. فاز فيه I. SSK Maribor ‏.